# Cavanna : Jusqu'à l'ultime seconde, j'écrirai
Pour plus de détails, voir Fiche technique et Distribution.
Cavanna : Jusqu'à l'ultime seconde, j'écrirai est un documentaire français réalisé par Denis Robert et Nina Robert, sorti en 2015.

## Synopsis
Un documentaire sur la vie du journaliste et écrivain François Cavanna.

## Fiche technique
- Titre : Cavanna : Jusqu'à l'ultime seconde, j'écrirai
- Réalisation : Denis Robert et Nina Robert
- Scénario : Denis Robert et Nina Robert
- Musique : Léo Vincent
- Photographie : Pascal Lorent et Nina Robert
- Montage : Nina Robert
- Production : Bertrand Faivre, Denis Robert et Nina Robert
- Société de production : Citizen Films et Le Bureau
- Société de distribution : Rézo Films (France)
- Pays :  France
- Genre : documentaire
- Durée : 90 minutes
- Dates de sortie : 
  - France : 17 juin 2015

## Distinctions
Le film a été nommé au César du meilleur film documentaire en 2016.